# 11552 Boucolion
11552 Boucolion è un asteroide troiano di Giove del campo troiano. Scoperto nel 1993, presenta un'orbita caratterizzata da un semiasse maggiore pari a 5,2688330 UA e da un'eccentricità di 0,1514098, inclinata di 14,67945° rispetto all'eclittica.
L'asteroide è dedicato a Bucolione, i cui due figli morirono nella guerra di Troia.